# Darren Sutherland
Darren Sutherland (Dublin, 18 de abril de 1982 — Londres, 14 de setembro de 2009) foi um boxista irlandês que representou seu país nos Jogos Olímpicos de Verão de 2008, realizados em Pequim, na República Popular da China. Competiu na categoria médio e conseguiu a medalha de bronze após perder para o britânico James DeGale nas semifinais.
Após os Jogos Olímpicos, passou a competir no boxe profissional onde obteve quatro vitórias por nocaute em quatro lutas.
Em 14 de setembro de 2009, Sutherland foi encontrado morto em seu apartamento em Bromley, localizado nos subúrbios de Londres, pelo seu promotor, Frank Maloney. Após ter sido confirmado que ele sofria de depressão, foi alegado que ele poderia ter cometido suicídio por enforcamento, mas oficialmente a morte foi ocasionado por um ataque cardíaco.
A família requisitou a exumação do corpo de Sutherland em setembro de 2010 por não concordar com os resultados da autópsia original.